# احمد عبدالسلام قورة
احمد عبدالسلام قورة رجل اعمال وسياسي مصري ولد عام 1964 في مدينة دار السلام التابعة لمحافظة سوهاج في مصر، حصل على ليسانس اللغة العربية من قسم الصحافة والإعلام بجامعة الأزهر.
نشأ في بيئة مصرية تقليدية، وانتقل في طفولته مع والده إلى الكويت حيث بدأ حياته المهنية في سن مبكرة.

## التعليم
درس قورة في مدارس مصرية قبل انتقاله إلى الكويت، حيث استكمل تعليمه هناك، حصل على ليسانس اللغة العربية من جامعة الأزهر، وتخصص في الصحافة والإعلام.

## الحياة المهنية
سافر لدولة الكويت عام 1973 ولكن بدأت حياته العملية في الثمانينيات، حيث عمل في مجالات مختلفة قبل أن يتوسع في قطاع الاستثمار. أسس عدة شركات تعمل في مجالات الاستصلاح الزراعي والمقاولات والإنشاءات، منها الشركة المصرية الكويتية للتنمية والاستثمار، التي تأسست عام 1998 بهدف استصلاح الأراضي الزراعية.
بدأ قورة حياته المهنية في الكويت، حيث عمل في مجالات حرفية وتجارية منذ صغره. بعد تحرير الكويت عام 1991، أسس عدة شركات مع شركاء كويتيين تعمل في مجالات المقاولات والخدمات والصناعة. توسع نشاطه لاحقًا ليشمل التطوير العقاري، والاستثمار في البنوك، والتجارة، والخدمات البترولية، والثروة السمكية.

## الحياة السياسية في مصر
كانت بدايته السياسية في عام 2005 حيث انتُخب عضوًا في مجلس النواب المصري ممثلًا عن دائرة دار السلام بمحافظة سوهاج.
يشغل عضوية لجنة النقل والمواصلات في المجلس، كما أنه عضو في الهيئة البرلمانية لحزب حماة الوطن.

## الإتهامات والقضايا
واجه قورة عدة قضايا سياسية وماليه مثيرة للجدل وفقًا لصحيفة الراي الكويتيه وصحيفة تحيا مصر، وكانت القضايا تتمركز في اماكن تواجده بين مصر والكويت انذاك.

### دولة الكويت

#### الخلاف القانوني مع سعود بدر النقي
- حدث خلاف قانوني بين قورة وسعود النقي الذي كان يشغل منصب المدير العام وصديق قورة المقرب انذاك، ووفقاً لقورة فقد استغل النقي الثقة التي بينهم واستولى على قطعتي ارض في منطقة بيان وشاليهًا مساحته 5000 الاف متر في منطقة الزور[5]، وحصل قورة على احكام نهائية من محكمة التمييز الكويتيه بالتعويض وإعادة تلك الاموال.[6]

#### اتهام سعود بدر النقي لقورة
- اتهم سعود النقي احمد قورة بالتزوير والاستيلاء على اسهم احدى الشركات ومحاولة التلاعب بالنتائج والأوراق [7][8] وهو امر واجهه قورة بالنفي بأن لم يصدر بحقه اي حكم قضائي ملزم للنقي، كما فنده كذلك طارق السلطان نائب سعود النقي انذاك على حد قوله وتصريحه.[6]

### جمهورية مصر العربية
- واجه قورة عدة اتهامات تتعلق بالاستيلاء على أراضي الدولة وتحقيق أرباح غير مشروعة من خلال تغيير نشاط الأراضي المخصصة للاستصلاح الزراعي إلى نشاط عمراني وعلى اثره صدر امر بإلقاء القبض عليه في عام 2016 [9] وتم إخلاء سبيله من تحقيقات النيابه بكفالة 100 ألف جنيه بعد التحقيق معه من قِبَل نيابة الأموال العامة العليا.
- وفي عام 7 يونيو 2021 أيدت محكمة النقض براءة قورة ووزير الري الأسبق محمد نصر علام احد المتهمين الرئيسين في القضية من تهمة تسهيل الاستيلاء على أراض بمنطقة العياط بعد طعن النيابه في عام 2018.[10][11][12][2][13]